# Ture Thomander
Ture Gottfrid Thomander, född 29 november 1885 i Adolf Fredriks församling i Stockholm, död 1 september 1967, var en svensk präst. 
Thomander, som var son till fabrikör Axel Otto Teodor Thomander och Charlotta Wilhelmina Lindberg, blev efter studier vid Beskowska skolan student vid Uppsala universitet 1907, avlade teologisk-filosofisk examen 1914 samt blev teologie kandidat, avlade praktisk teologiska prov och prästvigdes 1917. Han blev kyrkoherde i Ekeby församling 1921 (tillträde 1922), kyrkoherde i Torsåkers församling 1933 (tillträde 1934) och kontraktsprost i Gästriklands västra kontrakt 1946. 
Thomander var ledamot av Uppsala läns landsting 1931–1934, ordförande i Torsåkers folkskolestyrelse och kyrkofullmäktige och ledamot av barnavårdsnämnden. Han var sjömansvårdsombud 1934. Han utgav Några blad ur folkskolans historia. Högtidstal vid folkskolans 100-årsjubileum i Hofors den 7 juni 1942 (1942). Han ligger begravd på Norra begravningsplatsen i Stockholm.